# Madame est servie
Madame est servie (Who's the Boss?) est une série télévisée américaine en 196 épisodes de 24 minutes, créée par Martin Cohan et Blake Hunter et diffusée entre le 20 septembre 1984 et le 25 avril 1992 sur le réseau ABC.
En France, les saisons 1 et 2 ont été diffusées du 26 janvier 1987 au 1er mai 1987 sur Antenne 2. Dès le 1er mai 1989, M6 a rediffusé les deux premières saisons et dans la foulée a programmé les saisons 3 à 8, restées jusque-là inédites. Au Québec, elle a été diffusée à partir du 8 septembre 1986 sur le réseau TVA sous le titre Cœur à tout, puis rediffusée à partir du 5 septembre 1994 à la Télévision de Radio-Canada sous son titre français. En Belgique, elle a été diffusée sur RTL Télévision puis sur RTL-TVI, Club RTL et Plug RTL. Au Luxembourg, et en Lorraine, elle a été diffusée dans les années 1980 sur RTL Télévision, puis RTL TV, jusqu'en 1994.
Par la suite, en France, la série a été rediffusée sur Fox Life, Série Club, Téva, dès le 5 mai 2014 sur HD1, en 2016 sur TV Breizh, ainsi que sur TF1 Séries Films fin 2018, au printemps 2022 sur M6, sur TFX depuis le 20 novembre 2023 puis sur TMC en été 2025.
En juin 2022, il est annoncé qu'une saison 9 arrivera prochainement, avec toujours Tony Danza, Alyssa Milano et Judith Light en tête d'affiche. Cependant, deux ans après, en 2024, le projet est finalement abandonné.

## Synopsis
Ex-champion de baseball veuf, l'Italo-Américain Tony Micelli souhaite quitter Brooklyn pour offrir à sa fille Samantha un cadre de vie plus agréable. Il devient alors homme à tout faire dans une famille aisée du Connecticut constituée d'Angela Bower, une directrice marketing d'une agence de publicité séparée de son mari, son fils Jonathan et sa mère Mona Robinson, une pétillante et séduisante quinquagénaire.

## Distribution

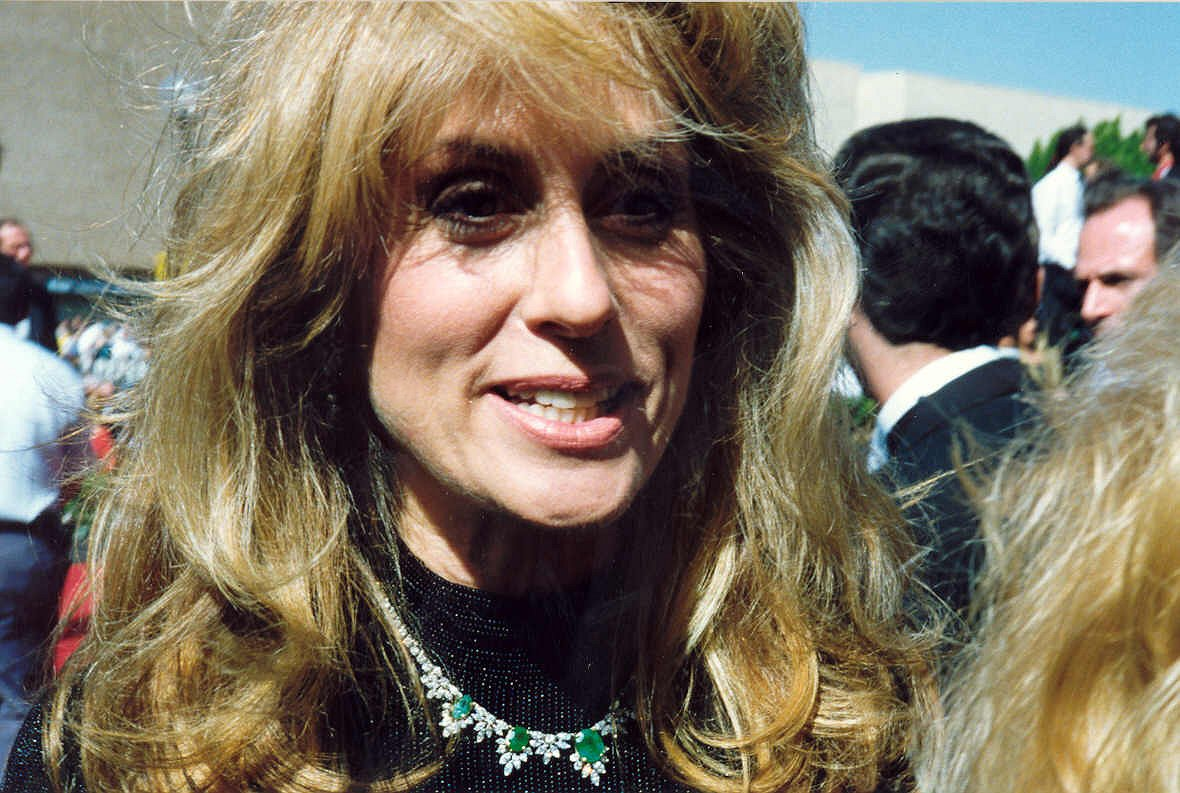
L'actrice Judith Light aux Emmy Awards 1992.

### Acteurs principaux
- Tony Danza (VF : Maurice Sarfati) : Tony Micelli
- Alyssa Milano (VF : Marie-Françoise Sillière (saison 1 à 3) puis Magali Barney (saison 4 à 8)) : Samantha Micelli
- Judith Light (VF : Monique Thierry) : Angela Bower
- Danny Pintauro (VF : Francette Vernillat) : Jonathan Bower
- Katherine Helmond (VF : Françoise Fleury) : Mona Robinson

### Acteurs récurrents
- Robin Thomas (VF : Patrick Poivey puis Sady Rebbot) : Geoffrey (Jeffrey en VF) Wells (6 épisodes)
- James Coco (VF : Jacques Dynam puis Henry Djanik) : Nick Milano (3 épisodes)
- Jonathan Halyalkar (VF : Sophie Arthuys) : William "Billy" Napoli (21 épisodes)
- Rhoda Gemignani : Madame Rossini (21 épisodes)
- Scott Bloom (VF : Hervé Rey) : Jesse Nash (6 épisodes)
- William "Billy" Gallo : Al (9 épisodes)
- Shana Lane-Block ; Bonnie (22 épisodes)
- Curnal Achilles Aulisio : Hank Thomopolous (9 épisodes)
- Ralph P. Martin  : Ernie (10 épisodes)
- Adam Carl (VF: Emmanuel Curtil) : Mason  (3 épisodes)

### Invités spéciaux
- Betty White : Bobbie Barnes (saison 1 épisode 17)
- Dean Butler : Jason (saison 1 épisode 7)
- James Naughton (VF : Sady Rebbot) : Michael Bower (4 épisodes)
- Marisa Berenson : Geneviève Pescher ou Jiñevra Pesro en VF (saison 2 épisode 21)
- Ray Charles (VF : Georges Atlas) : Lui-même (saison 3 épisode 16)
- Lee Ving : Jake "Snake" Maguire (saison 3 épisode 21)
- Leslie Nielsen (VF : Michel Beaune) : Max Muldoon (saison 4 épisodes 11, 21)
- Robert Culp : Jason (saison 6 épisode 12)
- Matthew Perry : Benjamin Dawson (saison 7 épisode 8)

## Générique
Le générique de la série a connu plusieurs versions au cours des saisons.
- Titre du générique : Brand New Life
- Interprètes : Larry Weiss (1984-1986), Steve Wariner (1986-1989), Jonathan Wolff (1989-1992)
- Compositeurs : Larry Carlton, Robert Kraft
- Paroles : Blake Hunter, Martin Cohan

## Commentaires
- De nombreux invités vedettes sont apparus dans la série dans leur propre rôle, parmi lesquels Ray Charles, Frank Sinatra, Mike Tyson, Jerry Vale, Bubba Smith, Robert "Bobby" Governale, Ed McMahon, Tommy Lasorda, Phil Donahue...
- Le dernier épisode de la série bénéficie d'un effet « miroir » avec le premier épisode : en effet, la scène de la première rencontre entre Tony et Angela est reproduite à l'identique lors de la scène finale de la série.
- Dans l'épisode 20 de la saison 2 de Community, Abed suit un cours d'« Analyse critique de la série télé Madame est servie ».

## Séries dérivées
Deux séries dérivées ont été tentées sans succès : en 1986, Charmed Lives. La série suit Joyce et Lauren, une actrice en herbe et une photographe qui partagent un appartement à San Francisco. La série est annulée après la diffusion de trois épisodes. Elle mettait notamment en vedette Fran Drescher.
En 1989, Living Dolls suit Charlie Briscoe, une amie de Samantha Micelli connue dans le vieux quartier de Brooklyn. Lors d'un casting pour une publicité pour une marque de nourriture pour chiens, on découvre que Charlie est très photogénique. Charlie se lie d'amitié avec la directrice d'agence de jeunes mannequins, Trish Carlin. La série est annulée après la diffusion de douze épisodes. Elle mettait notamment en vedette Halle Berry.

## Nominations et récompenses
La série a fait l'objet de 30 nominations et a reçu 19 récompenses, dont certaines pour les comédiens principaux.

### Nominations
- Golden Globes 1986 : Meilleur acteur dans une série musicale ou comique pour Tony Danza.
- Young Artist Awards 1986 : Meilleur jeune acteur dans un premier rôle dans une série télévisée pour Danny Pintauro.
- Golden Globes 1986 :  Meilleure actrice dans un second rôle de série télévisée pour Katherine Helmond.
- Golden Globes 1987 : Meilleur acteur dans une série musicale ou comique pour Tony Danza.
- Young Artist Awards 1988 : Meilleur jeune acteur dans un premier rôle dans une série comique télévisée pour Danny Pintauro
- Primetime Emmy Awards 1988: Actrice exceptionnelle dans un second rôle dans une série comique pour Katherine Helmond.
- Golden Globes 1989 : Meilleur acteur dans une série musicale ou comique pour Tony Danza.
- Young Artist Awards 1989 : Meilleur jeune acteur dans un premier rôle dans une série comique télévisée pour Danny Pintauro
- Young Artist Awards 1990 : Meilleur jeune acteur dans un premier rôle dans une série télévisée pour Danny Pintauro.

### Récompenses
- Young Artist Awards 1986 : Meilleure jeune actrice dans un premier rôle dans une série télévisée pour Alyssa Milano.
- Young Artist Awards 1987 : Exceptionnelle performance par un jeune acteur dans une longue série comique ou dramatique pour Danny Pintauro.
- Young Artist Awards 1987 : Exceptionnelle performance par une jeune actrice dans une longue série comique ou dramatique pour Alyssa Milano.
- Kids' Choice Awards, USA 1988 : Actrice de télévision préférée pour Alyssa Milano.
- Young Artist Awards 1988 : Meilleure jeune superstar féminine à la télévision pour Alyssa Milano.
- Kids' Choice Awards, USA 1989 : Actrice de télévision préférée pour Alyssa Milano.
- Golden Globe 1989 : Meilleure actrice dans un second rôle de série télévisée pour Katherine Helmond.
- Primetime Emmy Awards 1989 : Actrice exceptionnelle dans un second rôle dans une série comique pour Katherine Helmond.
- Kids' Choice Awards, USA 1990 : Actrice de télévision préférée pour Alyssa Milano.
- Young Artist Awards 1991 : Exceptionnelle performance par un jeune acteur de moins de neuf ans pour Jonathan Halyalkar.

## Produits dérivés

### DVD
- Saison 1 (coffret 3 DVD) sortie le 6 septembre 2005 chez l'Éditeur : Sony Pictures Entertainment, « en VF+VO » avec des BONUS
- Aux États-Unis, la saison 1 est sortie en DVD ZONE 1 le 8 juin 2004. Les autres saisons n'existent toujours pas en DVD.